# Observe and Report
Observe and Report ((In)Seguridad en Hispanoamérica y Cuerpos de seguridad en España) es una película de comedia negra de 2009 dirigida por Jody Hill y protagonizada por Seth Rogen y Anna Faris.

## Sinopsis
En el centro comercial Forest Ridge, el jefe de seguridad Ronnie Barnhard (Seth Rogen) patrulla con puño de acero. Como dueño de su territorio, combate a los maleantes y en algunas ocasiones a los clientes rebeldes mientras sueña con cambiar su linterna por una pistola. Cuando un exhibicionista comienza a atacar, Ronnie aprovecha la oportunidad para mostrar sus talentos y lograr un lugar en la academia de policía, y el corazón de la chica de sus sueños, Brandi (Anna Faris), la sexy vendedora de mostrador que nunca le presta atención.

## Producción
La película se rodó en locación, en el gran medida abandonado Winrock Shopping Center en Albuquerque (estado de Nuevo México).
El rodaje comenzó en torno a mayo de 2008 y se llevó a cabo en Wilmington (Carolina del Norte).
A petición del estudio, durante la fase de pruebas con audiencia los realizadores crearon una versión con un tono más mesurado, aunque al final ese corte fue desechado porque sus resultados con la audiencia fueron inferiores a la original.

## Reparto
- Seth Rogen (1982-) como Ronnie Barnhardt, jefe de seguridad de un centro comercial.
- Anna Faris (1976-) como Brandi, empleada de la tienda de cosméticos del centro comercial.
- Michael Peña (1976-) como Dennis, integrante de la seguridad del centro comercial.
- Ray Liotta (1954-2022) como el detective Harrison.
- Aziz Ansari (1983-), como Saddam, vendedor en el centro comercial.
- Dan Bakkedahl (1969-), como Mark, el gerente del centro comercial y jefe de Ronnie.
- Jesse Plemons (1988-), como Charles, el integrante menos convencido de seguridad del centro comercial.
- John Yuan (1973-), como John Yuen, integrante de la seguridad del centro comercial y hermano gemelo de Matthew.
- Matthew Yuan (1973-), como Matt Yuen, integrante de la seguridad del centro comercial y hermano gemelo de John.
- Celia Weston (1951-), como Mamá.
- Randy Gambill (años 1970-), como el pervertido.
- Collette Wolfe, como Nell, empleada del local de comida rápida.
- Patton Oswalt (1969-), como Roger, jefe de Nell en el local de comida rápida.
- Lauren Miller, como la otra empleada del local de comida rápida.
- Danny McBride (1976-), como vendedor caucásico de crack.
- Alston Brown (1982-), como Bruce.
- Cody Midthunder, como D-Rock.

## Recepción
La reacción de la crítica ha sido desigual. En Rotten Tomatoes, Observe and Report tiene un índice de aprobación general de los críticos del 53 % con un promedio de 5.5/10.
En comparación, en Metacritic, la película ha recibido una puntuación media de 54, a partir de 34 comentarios. basado en 11 comentarios, los críticos de cine de Yahoo! Movies dieron a la película una "B-".
Movies.com le dio una "A", diciendo: «Humor de mal gusto... Y sin embargo...». Peter Travers ―de la revista Rolling Stone― dio a la película tres estrellas de cuatro y dijo: «“Obseve and Report” es una comedia que te hace reír en serio». La escena de sexo entre Rogen y Faris suscitó las críticas de diversos grupos.
Durante una entrevista en The Howard Stern Show, Seth Rogen declaró que estaba decepcionado por la recepción general de la película, pero orgulloso de que «las dos únicas personas a las que le gustó», fueron Stern y David Letterman.

### Taquilla
La película recaudó 11,14 millones de dólares para abrir en el cuarto lugar en su primer fin de semana, por detrás de Hannah Montana: La película, Fast & Furious, y Monsters vs Aliens (también con Seth Rogen). Con un promedio de 4085 dólares, visualizada en 2727 salas de cine. Hasta la fecha es la película menos taquillera en la que Seth Rogen desempeña un papel de protagonista, recaudando $ 24 53 millones desde el 31 de mayo de 2009.